# Międzynarodowa Biblioteka Młodzieżowa

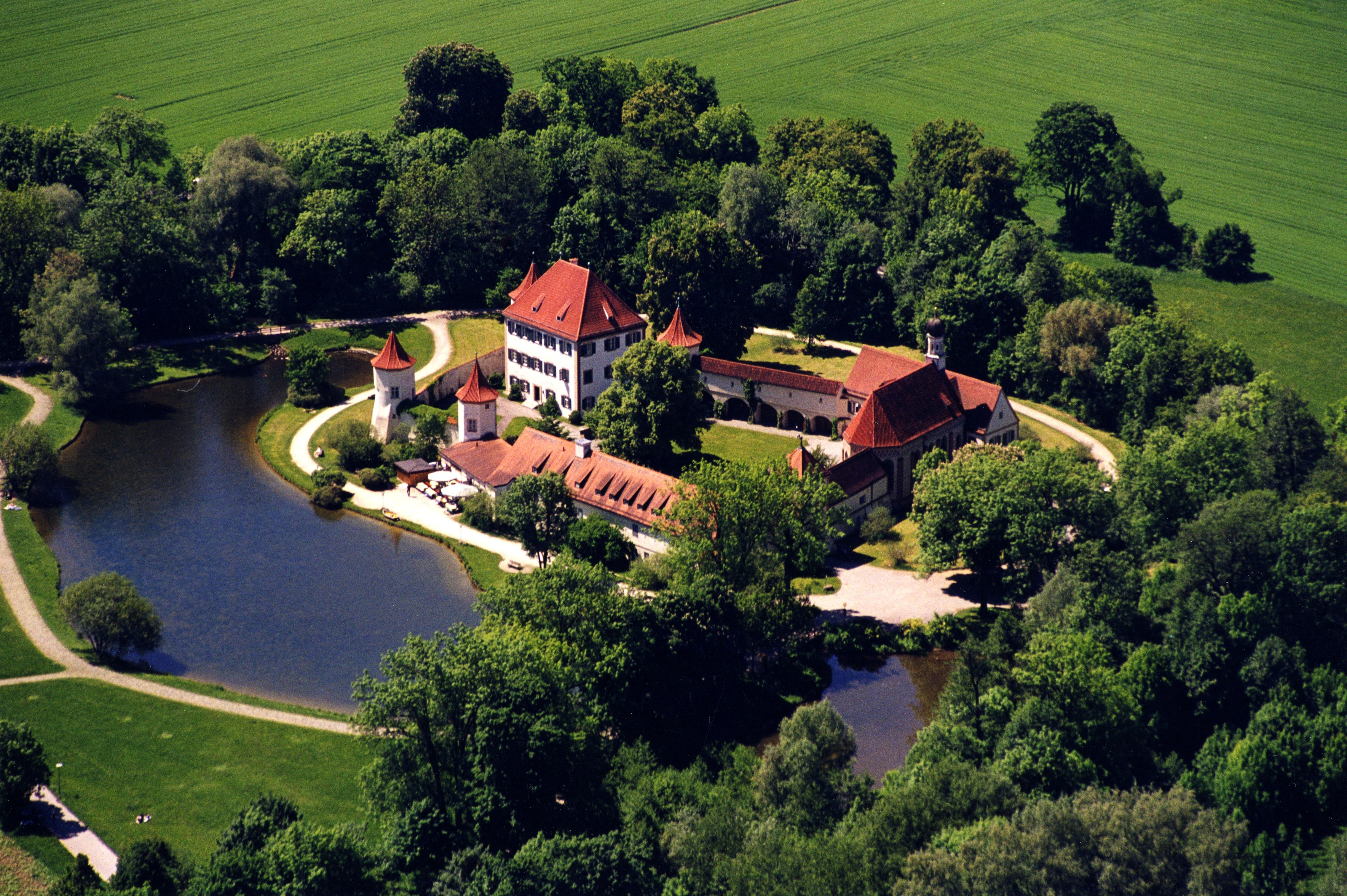
Zamek Blutenburg z lotu ptaka, siedziba biblioteki, fot. 1999 r.

Międzynarodowa Biblioteka Młodzieżowa (niem. Internationale Jugendbibliothek, IJB) – biblioteka specjalna w Monachium, która gromadzi literaturę dla dzieci i młodzieży z całego świata. IJB jest największą tego rodzaju biblioteką.
Udostępnia swoje zbiory zarówno dzieciom, jak i dorosłym, organizuje wystawy, warsztaty, odczyty. Naukowcy z całego świata mogą skorzystać z programu dla stypendystów, który finansowany jest przez niemieckie ministerstwo spraw zagranicznych. Program ten ma wspierać badania nad literaturą dziecięcą i młodzieżową, służyć naukowej wymianie i międzynarodowej współpracy. Od 2010 roku IJB organizuje Festiwal Białe Kruki.

## Historia
W 1946 roku z inicjatywy Jelli Lepman, dziennikarki, autorki, tłumaczki, odbyła się międzynarodowa wystawa książki dla dzieci i młodzieży. Wystawa odniosła sukces, a zgromadzone wtedy książki stały się zaczątkiem kolekcji IJB założonej trzy lata później, tj. 14 września 1949 roku. Nie przypadkiem IJB ma siedzibę w Monachium - to rodzinne miasto Jelli Lepman, założycielki biblioteki, ale też IBBY. IJB zainaugurowała działalność, mając osiem tysięcy własnych woluminów, deklarowała misję pracy na rzecz tolerancji, zgody, zrozumienia dla innych kultur.
Od 1983 roku IJB mieści się w piętnastowiecznym Zamku Blutenburg w Monachium (wcześniej biblioteka znajdowała się w innej dzielnicy miasta).  
Od 1996 roku IJB prowadzona jest przez International Youth Library Foundation – fundację prawa cywilnego zarejestrowaną rok wcześniej przez wydawczynię Christę Spangenberg.
Na czele IJB stali:
- Jella Lepman (1949–1957)
- Walter Scherf (1957–1982)
- Wolfgang Vogelsgesang (1982–1983)
- Andreas Bode (1983–1992)
- Barbara Scharioth (1992–2007)
- Christiana Raabe (od 2007 do chwili obecnej).

## Działalność
Fundacja prowadząca IJB zasilana jest głównie środkami z dotacji ministerstw federalnych, Kraju Związkowego Bawarii i miasta Monachium. IJB koncentruje swoją działalność na trzech programach:
1. Gromadzenie i promocja literatury dziecięcej i młodzieżowej z całego świata – jej zbiory liczą ok. 600 tys. woluminów w 130 językach, w tym ok. 67 tys. to wydania historyczne sprzed 1950 roku; ok. 30 tys. wydawnictw naukowych poświęconych literaturze dla dzieci i młodzieży, 130 subskrypcji specjalistycznych czasopism poświęconych literaturze; mniej więcej 4 400 plakatów i ok. 40 tys. dokumentów. Czasopisma dla dzieci i młodzieży, komiksy nie są systematycznie gromadzone w IJB. Wchodząc na główną stronę biblioteki zainteresowani mogą uzyskać dostęp do katalogów:
- Reference Library,
- IYL Katalog Online,
- Katalog Biblioteki Dziecięcej Online,
- Katalog Plakatów Online,
- White Ravens Database[5].

2. Projekty pozaszkolnej nauki o literaturze dla dzieci i młodzieży, wśród nich projekt White Ravens.
3. Wspierania badań naukowych nad literaturą dziecięcą i młodzieżową jako międzynarodowym dziedzictwem kulturowym m.in. przez Fellowship Programme, w ramach którego corocznie przyjmowanych jest 15 stypendystów – cudzoziemców, którym umożliwia się pracę nad programami badawczymi rozpoczętymi w krajach ich pochodzenia.

## White Ravens (Białe Kruki)
Listę Białych Kruków IJB uzupełnia co roku, wpisując książki spośród pozycji nadesłanych przez instytuty, wydawnictwa, stowarzyszenia i przyjaciół Biblioteki. Tytuły, które trafiają na listę Białych Kruków, zawdzięczają to uniwersalnemu tematowi lub nowatorskiemu wyrazowi literackiemu lub graficznemu. Katalog Białych Kruków stanowi listę rekomendacyjną literatury dziecięcej i młodzieżowej.
Każdej pozycji na liście Białych Kruków, oprócz okładki, towarzyszy krótki opis. Do katalogu Białych Kruków wpisano do tej pory książki z 81 krajów, napisane w 58 językach, w tym także z Polski.

### Białe Kruki z Polski
W 2016 roku na listę Białych Kruków wpisano cztery książki wydane w Polsce: 5 sekund do Io Małgorzaty Wardy, wyd. Media Rodzina – Książka Roku 2015 Polskiej Sekcji IBBY, Cześć wilki! Doroty Kassjanowicz z il. Agaty Dudek, wyd. Dwie Siostry – Książka Roku 2014 Polskiej Sekcji IBBY, Ignatek szuka przyjaciela Pawła Pawlaka, wyd. Nasza Księgarnia i Kern. Wiersze dla dzieci z ilustracjami Małgorzaty Gurowskiej, Moniki Hanulak, Marty Ignerskiej, Agnieszki Kucharskiej-Zajkowskiej, Anny Niemierko, Gosi Urbańskiej-Macias, Justyny Wróblewskiej – Książka Roku 2016 Polskiej Sekcji IBBY. 
Prezentacje Białych Kruków odbywają się corocznie na targach książki we Frankfurcie i w Bolonii.
Co dwa lata (lata parzyste) na Zamku Blutenberg w Monachium – siedzibie IJB – jest organizowany Festiwal Białych Kruków. To trwająca sześć dni impreza, która jest okazją do spotkań z ilustratorami, udziału w warsztatach i prelekcjach.